# Sauk City
Sauk City ist eine Gemeinde (mit dem Status „Village“) im Sauk County im US-amerikanischen Bundesstaat Wisconsin. Im Jahr 2010 hatte Sauk City 3410 Einwohner.
Sauk City bildet gemeinsam mit dem unmittelbar benachbarten Prairie du Sac die inoffizielle Zwillingsstadt Sauk Prairie.

## Geografie
Sauk City liegt im Südwesten Wisconsins am Wisconsin River, einem linken Nebenfluss des Mississippi. Der am Mississippi gelegene Schnittpunkt der drei Bundesstaaten Minnesota, Iowa und Wisconsin befindet sich 155 km westnordwestlich.
Die geografischen Koordinaten von Sauk City sind 43°16′27″ nördlicher Breite und 89°43′42″ westlicher Länge. Das Gemeindegebiet erstreckt sich über eine Fläche von 4,2 km².
Nachbarorte von Sauk City sind Prairie du Sac (an der nördlichen Ortsgrenze), Lodi (20 km ostnordöstlich), Dane (21 km östlich), Cross Plains (23 km südsüdöstlich), Black Earth (18,1 km südlich), Mazomanie (14,6 km südwestlich) und Plain (28,7 km westlich).
Die nächstgelegenen größeren Städte sind La Crosse (173 km nordwestlich), Wisconsins Hauptstadt Madison (38,6 km südöstlich), Rockford in Illinois (144 km südsüdöstlich), die Quad Cities in Iowa und Illinois (253 km südsüdwestlich) und Cedar Rapids in Iowa (254 km südwestlich).

## Verkehr
Der U.S. Highway 12 verläuft in West-Ost-Richtung durch das Gemeindegebiet von Sauk City und verlässt den Ort in östlicher Richtung über eine Brücke über den Wisconsin River. Im Zentrum trifft der US 12 auf die Wisconsin State Highways 60 und 78. Alle weiteren Straßen sind untergeordnete Landstraßen, teils unbefestigte Fahrwege sowie innerörtliche Verbindungsstraßen.
Über eine weitere Brücke über den Wisconsin River kommt eine Eisenbahnstrecke der Wisconsin and Southern Railroad (WSOR), einer regionalen (Class II) Frachtverkehrsgesellschaft, in das Gemeindegebiet und verläuft weiter in nördlicher Richtung.
Mit dem Sauk-Prairie Airport befindet sich 5,6 km nordwestlich ein kleiner Flugplatz. Die nächsten Verkehrsflughäfen sind der Dane County Regional Airport in Madison (41 km südöstlich), der Dubuque Regional Airport in Dubuque, Iowa (152 km südwestlich) und der La Crosse Regional Airport (181 km nordwestlich).

## Bevölkerung
Nach der Volkszählung im Jahr 2010 lebten in Sauk City 3410 Menschen in 1431 Haushalten. Die Bevölkerungsdichte betrug 874,4 Einwohner pro Quadratkilometer. In den 1431 Haushalten lebten statistisch je 2,3 Personen.
Ethnisch betrachtet setzte sich die Bevölkerung zusammen aus 94,6 Prozent Weißen, 0,2 Prozent Afroamerikanern, 0,9 Prozent amerikanischen Ureinwohnern, 0,4 Prozent Asiaten sowie 2,8 Prozent aus anderen ethnischen Gruppen; 1,1 Prozent stammten von zwei oder mehr Ethnien ab. Unabhängig von der ethnischen Zugehörigkeit waren 5,0 Prozent der Bevölkerung spanischer oder lateinamerikanischer Abstammung.
23,8 Prozent der Bevölkerung waren unter 18 Jahre alt, 59,0 Prozent waren zwischen 18 und 64 und 17,2 Prozent waren 65 Jahre oder älter. 52,8 Prozent der Bevölkerung waren weiblich.
Das mittlere jährliche Einkommen eines Haushalts lag bei 46.607 USD. Das Pro-Kopf-Einkommen betrug 26.092 USD. 4,6 Prozent der Einwohner lebten unterhalb der Armutsgrenze.

## Bekannte Bewohner
- Friedrich Lüders (1813–1904) – Gärtner und Naturforscher – lebte bis zu seinem Tod lange in Sauk City
- Tracy Sachtjen (* 1969) – Curlerin – geboren und aufgewachsen in Sauk City
- Eduard Georg Schröter (1811–1888) – evangelischer Theologe und Humanist – lebte am Ende seines Lebens in Sauk City
- Mitch Breuning, Züchter des Bullen Toystory